# Kanjon Bicaz
Kanjon Bicaz (rumunjski: Cheile Bicazului, mađarski: Békás-szoros) je kanjonska dolina tektonskog podrijetla u Rumunjskoj.
Kanjon Bicaz leži u planinama Haşmaş[nedostaje izvor] na teritoriju županije Harghita i (malim dijelom) u županiji Neamţ, u dolini rječice Bicaz. Pripada Nacionalnom parku Kanjon Bicaz - Haşmaş.
On sačinjava prelaz između povijesnih pokrajina Transilvanije i Moldavije.

## Vanjske poveznice
|  | Zajednički poslužitelj ima još gradiva o temi Kanjoj Bicaz |

- NP Kanjon Bicaz - Haşmaş (engleski, mađarski, rumunjski)  Arhivirana inačica izvorne stranice od 30. travnja 2007. (Wayback Machine)